# Rivière Kitchigama
La rivière Kitchigama est une rivière de la municipalité de Eeyou Istchee Baie-James, dans la région administrative du Nord-du-Québec, au Québec, au Canada. Elle est un affluent de la rivière Nottaway.
Ce bassin versant ne comporte pas de route forestière d’accès. La surface de la rivière est habituellement gelée du début novembre à la mi-mai, toutefois la circulation sécuritaire sur la glace se fait généralement de la mi-novembre à la mi-avril.

## Géographie
La rivière Kitchigama prend naissance à l'embouchure du lac Grasset (Eeyou Istchee Baie-James) (longueur : 14,3 km ; largeur : 8,4 km ; altitude : 250 m) lequel est situé dans le canton de Grasset. Il est entouré de grandes zones de marais. Il reçoit du côté Sud les eaux de la rivière Supercase et du côté Est, les eaux de deux ruisseaux non identifiés.
L'embouchure du lac est située à 18,3 km au nord-ouest d'une baie du lac Matagami, 34,4 km au Nord-Ouest du centre-ville de Matagami et à 126 km au Sud-Est de l'embouchure de la rivière Kitchigama (confluence avec la rivière Nottaway).
La rivière serpente sur environ 180 km dans les basses terres marécageuses caractéristiques de la région, parallèlement à la rivière Nottaway. À partir du lac Grasset (Eeyou Istchee Baie-James), la rivière Kitchigama coule sur 191,8 km selon les segments suivants :
Cours supérieur de la rivière Kitchigama (segment de 46,1 km)
- 15,5 km vers le Nord, jusqu'à la décharge du lac La Forest (venant du Nord-Ouest) ;
- 7,0 km vers le Nord-Est, jusqu'à la décharge des lacs Testard et Gabriel (venant du Sud-Est) ;
- 15,9 km vers le Nord-Est, jusqu'à la limite Nord du canton de La Forest ;
- 6,2 km vers le Nord-Est, jusqu'au ruisseau Kashapuminatikuch (venant du Nord) ;
- 1,5 km vers l'Est, jusqu'à la confluence de la rivière Pahunan ;

Cours intermédiaire de la rivière Kitchigama (segment de 60,3 km)
- 19,8 km vers le Nord, jusqu'à la décharge du Lac Montreau (venant de l'Est) ;
- 10,5 km vers le Nord-Ouest en zones de marais, en contournant une île longue de 3,6 km, jusqu'à la fin de l'île ;
- 30 km vers le Nord-Ouest jusqu'à la décharge du lac Kamivakutisi (venant de l'Ouest) ;

Cours inférieur de la rivière Kitchigama (segment de 85,4 km)
- 39,6 km vers le Nord-Ouest, jusqu'à un coude de rivière ;
- 25,4 km vers le Nord-Ouest en passant du côté Nord-Est d'une fondrière à filament, jusqu'à un coude de rivière ;
- 20,4 km vers le Nord, jusqu'à son embouchure[2].

L'embouchure de la rivière Kitchigama se déverse sur la rive Sud-Ouest de la rivière Nottaway à environ 20 km au sud-ouest de celle-ci, avant de s'y jeter, 50 km avant d'atteindre la baie James. Cette confluence est située à :
- 142,5 km au Nord-Ouest de l'embouchure du lac Matagami ;
- 165 km au Nord-Ouest du centre-ville de Matagami ;
- 56 km à l'Est de la frontière Ontario-Québec.

## Étymologie
Le nom Kitchigama serait dérivé de kitci et kami, signifiant grande étendue d'eau en algonquin.
Ce toponyme figure en 1896 sur la carte de Robert Bell. Certains explorateurs d'ascendance européenne ont désigné cette rivière "Chute au Gama". Selon le père Georges Lemoine, l'appellation "Kitchigama" est d'origine algonquine. Ce terme serait dérivé de "kitci" et "kami", signifiant "grande étendue d'eau". Selon le père Joseph-Étienne Guinard, les Cris et les Algonquins le terme "Kitchigami" signifie "la mer, l'océan et toute grande étendue d'eau".
Au cours de l'histoire, plusieurs variantes graphiques ont été relevées : Kitchigoma, Michagami, Michagimi, Matchigama, Michigama, Mitchagimi, Mitchigami. Des enquêtes récentes en milieu cri ont recensé le toponyme "Minikwanaw Shipish", traduit par "rivière de la montagne qui boit". D'autres appellation d'origine cri identifient certains segments de la rivière, dont "Kachiwapaminakuch Sipi", signifiant "il peut être vu de la rivière" ; et "Nakatewakamiu Sipi, signifiant "rivière à l'eau noire".